# Grudziądz (stad)
Grudziądz (Duits: Graudenz) is een stad in het Poolse woiwodschap Koejavië-Pommeren. Het is een stadsdistrict. De oppervlakte bedraagt 58,74 km², het inwonertal 99.827 (2005).

## Geschiedenis

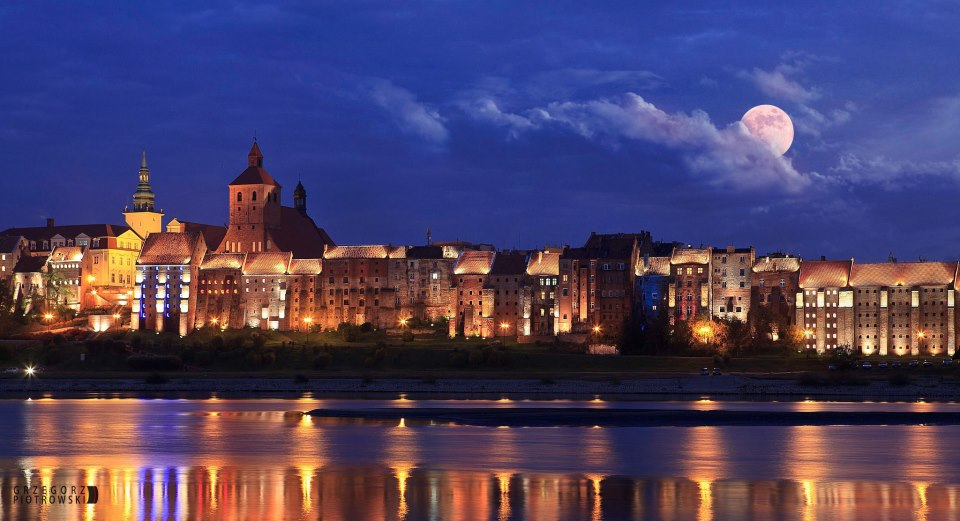
Grudziądz

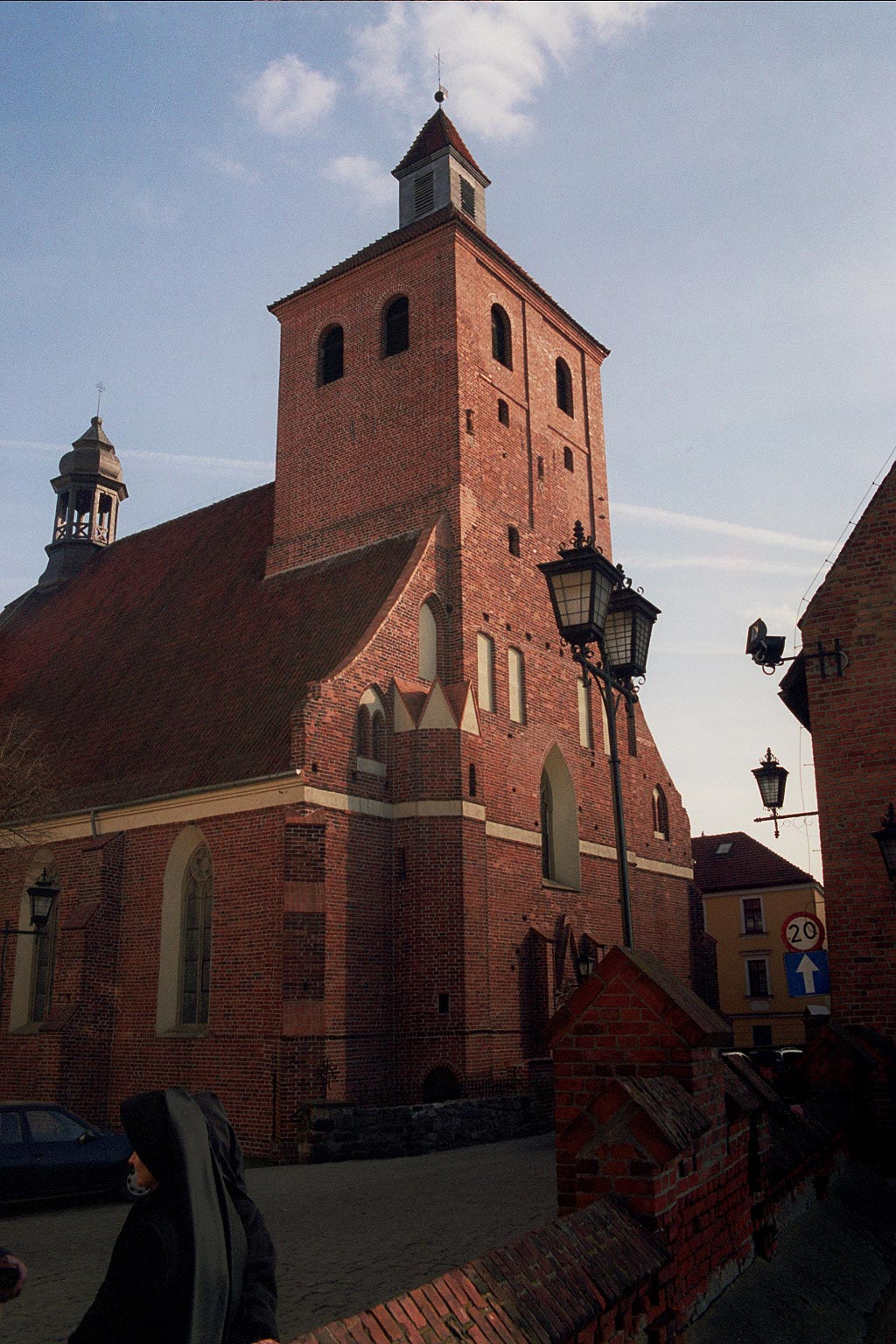
Sint-Nicolaaskerk

De eerste sporen van nederzettingen in het gebied dateren uit de tiende eeuw. In 1222 werd de plaats vermeld als Grudenc (van Grudenes, wildernis), een versterking van de Pruzzen op een hoge heuvel aan de Weichsel, opgericht tegen naburige Slavische hertogen, met name die van Mazovië. In 1225 werd deze vesting door de Duitse Orde uit naam van de Mazovische hertog veroverd en vervolgens ingevoegd in de Staat van de Duitse Orde als de provincie  Kulmerland. Een zogenaamde ‘ordensburcht’ verrees en een stad daarnaast gebouwd en bemuurd. In 1466 werd het Kulmerland als deel van West-Pruisen bij de Tweede Vrede van Thorn door Polen geannexeerd. De ontwikkeling van de stad stokte door de Zweeds-Poolse Oorlog, waarin de strategische vesting van grote waarde was en uiteindelijk in 1659 aan verwoesting ten prooi viel. 
In 1772 kwam de stad met overig West-Pruisen in de Eerste Poolse Deling onder het koninkrijk Pruisen dat onderwijsinstellingen en een gerechtshof inrichtte, en een garnizoen ter plaatse legerde. In deze tijd had de stad ca. 4.000 inwoners. In 1807 slaagden de Franse troepen er niet in deze vesting te nemen. Na 1885 werd ze opnieuw gemoderniseerd.  
De ontwikkeling ging daarna verder, vooral nadat in 1885 een spoorwegbrug over de Weichsel werd aangelegd, die hier verschillende spoorlijnen met elkaar verbond en de stad economisch aantrekkelijk maakte voor zware industrie. Dat had meer dan de verdubbeling van het inwonertal tussen 1880 en 1910 (40.000 inwoners) ten gevolge. De stad had een dominant Duits karakter: Al aan het begin van de 19de eeuw was twee-derde deel Duitstalig en dat nam verder toe tot 84% in 1910. Een kwart daarvan was Duits én katholiek en dat wilde zeggen dat velen ten dele een Poosle achtergrond hadden. 
In 1919 werd de stad conform het Verdrag van Versailles als 'Grudziądz' bij de nieuwe republiek Polen gevoegd en vertrokken veel Duitsers, in de eerste plaats ambtenaren en militairen die ontslagen werden. De bevolking liep terug naar 33.000 en daarvan was nog maar ruim een vijfde deel Duits. Duitse culturele en onderwijsinstellingen bleven wel hun functie behouden voor het hele voormalige Kulmerland. Na de bezetting van Polen werd de stad tussen 1939 en 1945 weer deel van Duitsland, nu het Groot-Duitse Rijk. Veel Polen werden uitgewezen of geïnterneerd, waarbij een groot aantal het leven veloren. Bovendien kwamen er ook Duitsers terug. De militaire vesting werd bemand om in stelling te komen bij de nadering van de Sovjet-legers begin 1945. In heftige gevechten werd de stad voor de helft verwoest. De meeste Duitsers vluchtten of werden in 1945 uitgewezen (Verdrijving van Duitsers na de Tweede Wereldoorlog).
Sindsdien verdubbelde de bevolking tot meer dan 100.000 inwoners maar sinds 1990 is sprake van een terugloop.

## Geboren in Grudziądz
Vanwege het garnizoen zijn in Grudziądz uit officiersfamilies een opvallend aantal hoge militairen voortgekomen, zoals de volgende generaals in het keizerlijke leger: Karl Rudolf von Ollech (1811–1884), Viktor Karl Ludwig von Grumbkow (1849-1901), Gustav von Kortzfleisch (1854–1910) en Hans von Below (1862–1933). De laatste was na de Eerste Wereldoorlog ook generaal in de Reichswehr. Kurt Weyher (1901–1991) was admiraal in de Kriegsmarine.
- Max Wentscher (1862–1942), hoogleraar filosofie in Berlijn, Halle en Leipzig
- Alfred Wohl (1863–1939), experimenteel chemicus, vluchtte vanwege zijn joodse afkomst naar Zweden
- Johannes Gronowski  (1874–1958), voor de oorlog president van de Pruisische provincie Westfalen, ontslagen door de nationaalsocialisten, na de oorlog CDU-politicus
- Erich Hossenfelder (1875–1935), diplomaat en gezant ontslagen door de nationaalsocialisten
- Erich Basarke (1878–1941), neoclassicistisch architect
- Leo White (oorspronkelijk Weiss,1882–1948), Duits-Amerikaanse  toneel- en filmspeler
- Percy Brigl (1885–1945), hoogleraar anorganische chemie in Berlijn en Tübingen
- Paul Kalinowski (1893–1968), na de oorlog CDU-politicus in de landdag van Rijnland-Palts
- Erwin Levy (1907–1991), een van de grondleggers van de Gestaltpsychologie, vluchtte in 1933 naar Amerika
- Horst Neumann-Duesberg (1907–1990), hoogleraar in Göttingen in de rechten, m.n. privacywetgeving

## Sport
Olimpia Grudziądz is de lokale omnisportclub.
Stadsdistricten:
Bydgoszcz · Grudziądz · Toruń · Włocławek

Districten:
Aleksandrów · Brodnica · Bydgoszcz · Chełmno · Golub-Dobrzyń · Grudziądz · Inowrocław · Lipno · Mogilno · Nakło · Radziejów · Rypin · Sępólno · Świecie · Toruń · Tuchola · Wąbrzeźno · Włocławek · Żnin

Grootste steden:
Brodnica · Bydgoszcz · Chełmno · Chełmża · Grudziądz · Inowrocław · Nakło nad Notecią · Rypin · Solec Kujawski · Świecie · Toruń · Włocławek